# Eurock
Eurock  was in 1971 een radioprogramma in Centraal-Californië. Het zond vooral Europese rockmuziek uit, waaronder krautrock. 
Twee jaar later werd het de titel van een tijdschrift over Europese progressieve-rockmuziek. De uitgever was Archie Patterson. Hij had een eigen label met artiesten als Gandalf, Erik Wollo, Robert Julian Horky en Green Isac.